# Hoplojana soricis
Hoplojana soricis är en fjärilsart som beskrevs av Rothschild 1917. Hoplojana soricis ingår i släktet Hoplojana och familjen Eupterotidae. Inga underarter finns listade i Catalogue of Life.